# 48. pehotna divizija (Avstro-Ogrska)
48. pehotna divizija je bila pehotna divizija avstro-ogrske skupne vojske, ki je bila aktivna med prvo svetovno vojno.

## Zgodovina
Divizija oz. njene enote so na soški fronti sodelovali že med prvo soško ofenzivo.

## Organizacija
Maj 1914
- 10. gorska brigada
- 11. gorska brigada
- 12. gorska brigada
- 6. gorski artilerijski polk
- 10. gorski artilerijski polk
- 12. gorski artilerijski polk

## Poveljstvo
Poveljniki
- Johann Eisler von Eisenhort: avgust 1914 - februar 1915
- Theodor Gabriel: februar 1915 - julij 1916
- Felix zu Schwarzenberg: julij - december 1916
- Theodor Gabriel: december 1916 - maj 1918
- Michael Gärtner von Karstwehr: maj - november 1918